# 배경 화면

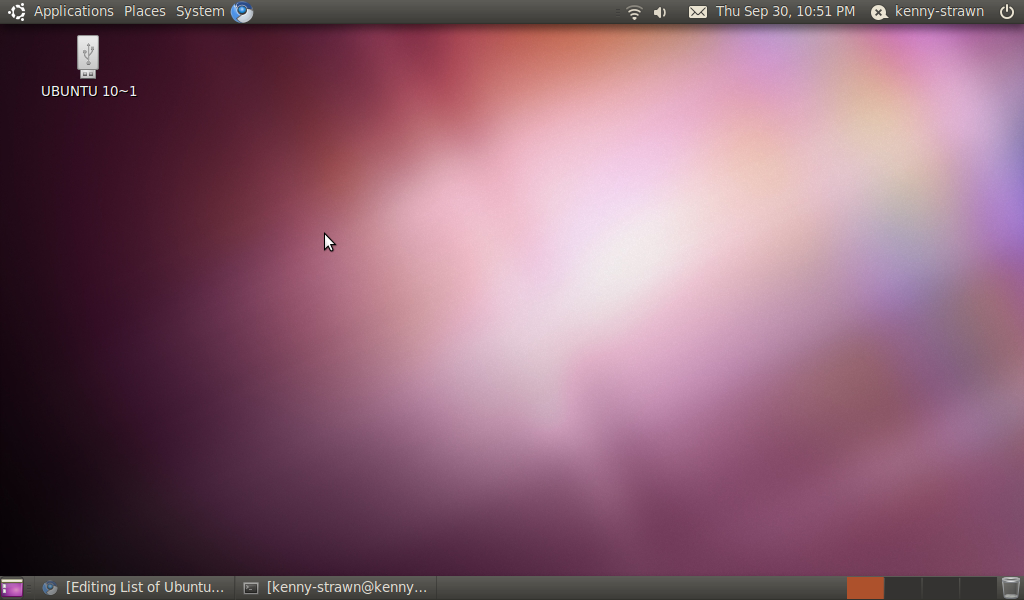
우분투 10.10의 바탕 화면의 배경

배경 화면(背景畵面, 영어: computer wallpaper→벽지)은 컴퓨터 화면이나 모바일 통신 장치의 그래픽 사용자 인터페이스의 배경에 쓰이는 그림이다. 컴퓨터에서는 바탕 화면에 쓰이는 것이 일반적이지만 휴대 전화에서는 대개 홈이나 대기 화면의 배경에 쓰인다. 대부분의 장치들이 기본 그림을 제공하지만 사용자는 파일을 직접 선택하여 이를 변경할 수 있다.

## 역사

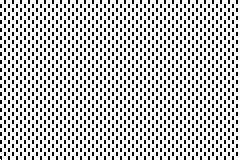
초창기 컴퓨터 배경 패턴. 제록스의 오피스토크(Officetalk)와 스타에 사용되었다.

X 윈도우 시스템은 xsetroot 프로그램을 통해 임의의 이미지를 배경으로 지원하는 것을 포함한 최초의 시스템 가운데 하나였으며 적어도 1985년 출시된 X10R3은 바이너리 이미지 X 비트맵 파일이나 단색의 화면을 타일화시킬 수 있었다.

## 같이 보기
- 데스크톱 메타포
- 블리스 (사진)